# Estadio Federativo
Estadio Federativo is een stadion in de stad Azogues in Ecuador met een capaciteit van 3400 personen. Het wordt voornamelijk gebruikt voor voetbalwedstrijden. Het was in 2005 de thuisbasis van de nieuw opgerichte voetbalclub Deportivo Azogues, maar toen deze club een jaar later promoveerde naar de Serie B voldeed het stadion niet meer aan de normen. Vanaf 2006 speelt Deportivo Azogues zijn thuiswedstrijden in het Estadio Jorge Andrade Cantos.